# Kοrakovoúnion
Karakovoúnion är en ort i Grekland.   Den ligger i prefekturen Arkadien och regionen Peloponnesos, i den södra delen av landet, 110 km sydväst om huvudstaden Aten. Karakovoúnion ligger 42 meter över havet och antalet invånare är 710.
Terrängen runt Karakovoúnion är varierad. Havet är nära Karakovoúnion åt nordost. Runt Karakovoúnion är det glesbefolkat, med 18 invånare per kvadratkilometer. Närmaste större samhälle är Ástros, 5,8 km norr om Karakovoúnion. 